# Gouta - Testa d'Alpe - Valle Barbaira
Gouta - Testa d'Alpe - Valle Barbaira este o arie protejată (arie specială de conservare — SAC, sit de importanță comunitară — SCI) din Italia întinsă pe o suprafață de 1.512 ha, integral pe uscat.

## Localizare
Centrul sitului Gouta - Testa d'Alpe - Valle Barbaira este situat la coordonatele 43°55′48″N 7°35′08″E / 43.93°N 7.585556°E.

## Înființare
Situl Gouta - Testa d'Alpe - Valle Barbaira a fost declarat sit de importanță comunitară în iunie 1995 pentru a proteja 2 specii de plante și 51 de specii de animale. Situl a fost protejat și ca arie specială de conservare în aprilie 2017.

## Biodiversitate
Situată în ecoregiunea mediteraneană, aria protejată conține 10 habitate naturale: Păduri de stejar alb estice, Pajiști carstice calcaroase sau bazofile, de Alysso-Sedion albi, Pante stâncoase calcaroase cu vegetație casmofită, Pajiști uscate seminaturale și facies de acoperire cu tufișuri pe substraturi calcaroase (Festuco-Brometalia) (* situri importante pentru orhidee), Fânețe de joasă altitudine (Alopecurus pratensis, Sanguisorba officinalis), Peșteri inaccesibile publicului, Păduri aluvionare cu Alnus glutinosa și Fraxinus excelsior (Alno-Padion, Alnion incanae, Salicion albae), Grohotișuri termofile și vest-mediteraneene, Matorral arborescenți cu Juniperus spp., Formațiuni ierboase bogate în specii de Nardus, dezvoltate pe substraturi silicioase în zone montane (și în zone submontane, în Europa continentală).
La baza desemnării sitului se află mai multe specii protejate:
- plante (2): Campanula sabatia, Gentiana ligustica
- păsări (45): uliu păsărar (Accipiter nisus), pițigoi codat (Aegithalos caudatus), ciocârlie-de-câmp (Alauda arvensis), Alectoris rufa, fâsă-de-câmp (Anthus campestris), fâsă de pădure (Anthus trivialis), buha (Bubo bubo), șorecarul comun (Buteo buteo), caprimulg (Caprimulgus europaeus), sticlete (Carduelis carduelis), cojoaica de pădure (Certhia familiaris), mierla de apă (Cinclus cinclus), șerpar (Circaetus gallicus), cioară neagră (Corvus corone), cuc (Cuculus canorus), ciocănitoare neagră (Dryocopus martius), presură de munte (Emberiza cia), măcăleandru (Erithacus rubecula), șoim călător (Falco peregrinus), vânturel roșu (Falco tinnunculus), cinteză (Fringilla coelebs), gaiță (Garrulus glandarius), ciuvică (Glaucidium passerinum), sfrâncioc roșiatic (Lanius collurio), câneparul (Linaria cannabina), pițigoi moțat (Lophophanes cristatus), forfecuță gălbuie (Loxia curvirostra), ciocârlie de pădure (Lullula arborea), Lyrurus tetrix tetrix, codobatură de munte (Motacilla cinerea), pietrar sur (Oenanthe oenanthe), pițigoi mare (Parus major), pițigoi de brădet (Periparus ater), viespar (Pernis apivorus), codroș de munte (Phoenicurus ochruros), pitulice de munte (Phylloscopus bonelli), ciocănitoarea verde (Picus viridis), mărăcinar negru (Saxicola torquatus), huhurez mic (Strix aluco), silvie cu cap negru (Sylvia atricapilla), pănțărușul (Troglodytes troglodytes), mierlă (Turdus merula), sturz-cântător (Turdus philomelos), sturz (Turdus pilaris), sturzul de vâsc (Turdus viscivorus)
- amfibieni (1): Speleomantes strinatii
- mamifere (2): lupul (Canis lupus), liliacul mare cu potcoavă (Rhinolophus ferrumequinum)
- nevertebrate (2): fluturele auriu (Euphydryas aurinia), Euplagia quadripunctaria
- pești (1): Telestes muticellus

Pe lângă speciile protejate, pe teritoriul sitului au mai fost identificate 62 de specii de plante, 3 specii de amfibieni, 4 specii de mamifere, 38 de specii de nevertebrate, 2 specii de reptile.